# 901 (szám)
A 901 (római számmal: CMI) egy természetes szám, félprím, a 17 és az 53 szorzata; középpontos háromszögszám.

## A szám a matematikában
A tízes számrendszerbeli 901-es a kettes számrendszerben 1110000101, a nyolcas számrendszerben 1605, a tizenhatos számrendszerben 385 alakban írható fel.
A 901 páratlan szám, összetett szám, azon belül félprím, kanonikus alakban a 171 · 531 szorzattal, normálalakban a 9,01 · 102 szorzattal írható fel. Négy osztója van a természetes számok halmazán, ezek növekvő sorrendben: 1, 17, 53 és 901.
A 901 négyzete 811 801, köbe 731 432 701, négyzetgyöke 30,01666, köbgyöke 9,65847, reciproka 0,0011099. A 901 egység sugarú kör kerülete 5661,14996 egység, területe 2 550 348,058 területegység; a 901 egység sugarú gömb térfogata 3 063 818 133,4 térfogategység.